# اضطراب الشخصية الفصامية
اضطراب الشخصية الفُصَامِيَّة (بالإنجليزية: Schizotypal personality disorder)‏ هو اضطراب في الشخصية يتميز بشدة القلق الاجتماعي، واضطراب الفكر، وأفكار جنون العظمة، وتبدد الواقع، والذهان العابر، بجانب معتقدات غريبة في كثير من الأحيان. يشعر الأشخاص الذين يعانون من هذا الاضطراب بالانزعاج الشديد من بقاء العلاقات الوثيقة مع الآخرين، وذلك لأنهم بشكل أساسي يعتقدون أن الآخرين يحملون أفكار سلبية تجاههم، ولذلك يتجنب المصابون باضطراب الشخصية الفصامية تشكيل علاقات مع الآخرين. غرابة الكلام والسلوكيات وأنماط اللباس هي أيضا أعراض لهذا الاضطراب. كما أن المصابين باضطراب الشخصية الفصامية
قد يتفاعلون بشكل غريب أثناء المحادثات، ولا يستجيبون، أو يتحدثون إلى أنفسهم.
كثيرا ما يُفسر المصابون المواقف على أنها غريبة أو لها معني غير معتاد؛ وتُعتبر الخوارق والمعتقدات الخرافية أمر شائع لهم. ومثل هؤلاء المصابون في كثير من الأحيان يلتمسون العناية الطبية لعلاج القلق أو الاكتئاب بدلا من اضطراب الشخصية ذاته. يحدث اضطراب الشخصية الفصامية في حوالي 3% من عامة السكان وهو أكثر شيوعا في الذكور.
أول من ذكر مصطلح "schizotype" (الفصامي) كان ساندور رادو في عام 1956 كاختصار من «فصام النمط الظاهري». ويصنف اضطراب الشخصية الفصامية على أنه ضمن المجموعة أ في اضطراب الشخصية («غريبة الأطوار») ويُعتبر الاضطراب الأكثر إعاقة ضمن هذه المجموعة.

## أسباب
وراثة
يُفهم اضطراب الشخصية الفصامية على نطاق واسع بأنه جزء من اضطراب «طيف الفصام». وتُعتبر معدلات اضطراب الشخصية الفصامي أعلى بكثير في الأشخاص الذين لديهم أقارب يعانون من الفصام عن الأشخاص الذين لديهم أقارب يعانون من الأمراض العقلية الأخرى أو الأشخاص الذين ليس لهم أقرباء مصابون بأمراض عقلية. من الناحية الفنية، يمكن اعتبار اضطراب الشخصية الفصامي "نمط ظاهري موسع"، يساعد علماء الوراثة في تتبع نقل الجينات العائلية أو الوراثية المتورطة في الفصام. ولكن هناك أيضا اتصال وراثي بين اضطراب الشخصية الفصامي واضطرابات المزاج والاكتئاب على وجه الخصوص.
يتميز اضطراب الشخصية الفصامية بشيوع ضعف الانتباه بدرجات متفاوتة، الأمر الذي يمكن أن يكون بمثابة علامة بيولوجية لقابلية الإصابة بالاضطراب. والسبب هو أن الفرد الذي لديه صعوبات في إدراك (استقبال) المعلومات قد يجد صعوبة في المواقف الاجتماعية المعقدة، والتي تكون فيها التلميحات الشخصية والتواصل الفعال ضرورية للحصول على تفاعل اجتماعي جيد. وهذا قد يؤدي بالفرد في نهاية المطاف إلى الانسحاب من معظم التفاعلات الاجتماعية، مما يؤدي إلي انعدام المخالطة الاجتماعية.

## الاعتلال المشترك
عادة ما يحدث اضطراب الشخصية الفصامية مصاحبا لاضطراب الاكتئاب الرئيسي، اكتئاب، الرهاب الاجتماعي العام. علاوة على ذلك، ففي بعض الأحيان يمكن لاضطراب الشخصية الفصامية أن يحدث مصاحبا الوسواس القهري،  والذي يبدو أن وجوده يؤثر على نتائج العلاج بشكل سلبي. كذلك فمن اضطرابات الشخصية التي غالبا ما تحدث بشكل مشترك مع اضطراب الشخصية الفصامية هو الشخصية الانطوائية، جنون العظمة، الانطوائية، الشريط الحدودي.
يتطور بعض الأشخاص المصابين باضطراب  الشخصية الفصامية إلى الفصام، وهذا ليس هو الحال في اكثرية المرضى. على الرغم من أن أعراض اضطراب الشخصية الفصامية قد درس طوليا في عدد من عينات المجتمع، إلا أن النتائج لا تشير إلى وجود أي احتمال كبير لتطور الاضطراب إلى مرض الفصام. هناك العشرات من الدراسات التي تبين أن الأفراد ذوي اضطراب الشخصية الفصامية يحرزون درجات مماثلة لمرضى الفصام في مجموعة واسعة جدا من الاختبارات النفسية. ويتشابه العجز المعرفي في المرضى الذين يعانون من اضطراب الشخصية الفصامية بالعجز في مرضى الفصام، ولكنه من الناحية الكمية أكثر اعتدالا في اضطراب الشخصية الفصامية. أوردت دراسة أجريت في عام 2004 دليلا عصبيا  على «لا ندعم تماما النموذج القائل بأن اضطراب الشخصية الفصامية هو مجرد شكل مخفف من الفصام».
في حالة استخدام الميثامفيتامين، يكون الأشخاص ذوي اضطراب الشخصية الفصامية أكثر عرضة لخطر الإصابة الدائمة بالذهان.

## التشخيص

### الدليل التشخيصي - 5
يعرف اضطراب الشخصية الفصامية في الديلي التشخيصي -5 المنشور عن الجمعية الأمريكية للطب النفسي، بأنه «تفشي نمط من العجز الاجتماعي والشخصي يتميز بالانزعاج الشديد وانخفاض القدرة على تكوين علاقات وثيقة فضلا عن تشوهات في الإدراك أو الفهم وغرابة الأطوار والسلوك، يبدأ الاضطراب من البلوغ المبكر ويوجد في مجموعة متنوعة من السياقات.»
يتحتم وجود خمسة على الأقل من الأعراض التالية: أفكار الإحالة، المعتقدات الغريبة أو التفكير السحري، تجارب إدراكية غير طبيعية، غرابة التفكير والكلام، جنون العظمة، مشاعر غير لائقة أو محدودة، غرابة السلوك أو المظهر، قلة الأصدقاء المقربين، الإفراط في القلق الاجتماعي الذي لا يهدأ ويكون منبعه من جنون العظمة بدلا من الأحكام السلبية عن الذات.

### التصنيف الدولي للأمراض - 10
تسخدم منظمة الصحة العالمية في دليلها لتصنيف الأمراض اسم اضطراب فصامي (F21). ويُصنف على أنه اضطراب سريري مرتبط بالفصام، بدلا من كونه اضطراب في الشخصية كما في الدليل التشخيصي - 5.
تعريف التصنيف الدولي للأمراض:
هو اضطراب يتميز بسلوكيات غريبة الأطوار وشذوذ التفكير ومشاعر تشبه تلك التي تظهر في مرض الفصام، على الرغم من عدم حدوث الشذوذات فصامية محددة ومميزة في أي مرحلة. ولا يوجد اضطراب مهيمن أو نموذجي، ولكن يمكن أن يوجد أي مما يأتي:
- غير لائقة أو مقيدة تؤثر على (الفرد يظهر باردة ومنعزلة);
- سلوك أو مظهر غريب الأطوار أو الغرابة.
- سوء العلاقة مع الآخرين والميل إلى العزلة الاجتماعية.
- المعتقدات الغريبة أو التفكير السحري، والتأثير على سلوك يتعارض مع الثقافات الفرعية القواعد؛
- ارتياب أو جنون العظمة الأفكار.
- الوسواس تأملات الداخلية دون مقاومة؛
- غير عادية الإدراك الحسي الخبرات بما في ذلك الحسية الجسدية (البدنية) أو غيرها من الأوهام، هممهم أو الغربة عن الواقع وتبدد؛
- غامضة ظرفية مجازية، أكثر تفصيلا أو النمطية في التفكير، تجلى من غريب الكلام أو بطرق أخرى، دون الإجمالي التنافر;
- عرضية عابرة شبه الذهانية مع كثافة الأوهام السمعية أو غيرها من الهلوسة والوهم مثل الأفكار التي تحدث عادة دون مؤثرات خارجية للاستفزاز.

اضطراب يدير المزمن الحال مع تقلبات في شدة. في بعض الأحيان أنه يتطور إلى العلنية الفصام. لا يوجد محدد ظهور وتطور الحال وعادة ما تكون تلك من اضطراب في الشخصية. وهو أكثر شيوعا في الأفراد ذات الصلة إلى الناس مع مرض الفصام وهو يعتقد أن يكون جزء من الوراثي «الطيف» من الفصام.

### أنواع فرعية
اقترح تيودور ميون نوعين من اضطراب الشخصية الفصامية. وقد يُظهر أي فرد مصاب باضطراب الشخصية الفصامية أي من المعلومات التالية:
| النوع الفرعي | الوصف                                                                                    | سمات الشخصية |
| ------------ | ---------------------------------------------------------------------------------------- | --- |
| فصامي مبتذل  | مبالغة تكوينية لنمط الانفصال السلبي. ويشمل صفات الشخصية التجنية، الاكتئابية، الاعتمادية. | شعور fالغرابة وعدم الوجود. ممل بشكل علني، بطيئ، غير معبر؛ قاحل، غير مبال، وغير حساس؛ محجوب، غامض، وعارض الأفكار.        |
| فصامي جبان   | مبالغة تكوينية لنمط النفصال النشط. ويشمل صفات انطوائية، وسلبية عدوانية.                  | متخوف، مراقب، مشبوهة، شكاك، متقلص، فاقد الحساسية الزائدة. غريب عن ذاته وغيره؛ محجوب عمدا، عكس، أو تنحية الأفكار الخاصة. |

### التشخيص التفريقي
هناك نسبة عالية من الاعتلال المشترك مع غيرها من اضطرابات الشخصية. صرح ماكلاشن وآخرون أن ذلك قد يكون راجعا إلى معايير التداخل مع غيره من اضطرابات الشخصية، مثل اضطراب الشخصية الانطوائية، اضطراب في الشخصية بجنون العظمة واضطراب الشخصية الحدية.
هناك العديد من أوجه التشابه بين اضطراب الشخصية الفصامية واضطراب الشخصية الانعزالية. ومن أبرز أوجه التشابه هو عدم القدرة على بدء أو الحفاظ على العلاقات (سواء صداقة أو رومانسية). ويبدو أن الفرق بين الاثنين هو أن المصابين بالاضطراب الفصامي يتجنبون التفاعل الاجتماعي بسبب خوفهم العميق من الناس. في حين أن الشخصية الانعزالية ببساطة لا تشعر بأي رغبة في تكوين علاقات لأنهم لا يرون فائدة في تقاسم الوقت مع الآخرين.
يمكن أن يشترك كل من الفصام البسيط و اضطراب الشخصية الفصامية في أعراض سلبية مثل انعدام الإرادة، فقر التفكير وسطحية المشاعر. على الرغم من أنهما يمكن أن يبدوان مشابهان جدا، إلا أن شدة الأعراض عادة ما تفرق بينهما. أيضا، فإن اضطراب الشخصية الفصامية يتميز بنمط لمدى الحياة دون تغيير بينما الفصام البسيط يمثل تدهورا.

## العلاج

### العقاقير
نادرا ما ينظر إلى اضطراب الشخصية الفصامية على أنه سبب رئيسي للعلاج في الإعدادات السريرية، لكنه غالبا ما يكتشف نتيجة أعراض لحالة مرضية أو اضطرابات عقلية أخرى. وعند وصف دواء للمرضى الذين يعانون من اضطراب الشخصية الفصامية، فغالبا ما تكون نفس الأدوية المستخدمة في علاج المرضى الذين يعانون من الفصام وتشمل مضادات الذهان التقليدية مثل هالوبيريدول و thiothixene. من أجل أن تقرير أي نوع من الأدوية يجب استخدامه، ميزت بول ماركو مجموعتان أساسيتان من مرضى الاضطراب الفصامي:
- مرضى اضطراب فصامي يبدون كما لو كانوا مصابين بالفصام في المعتقدات والسلوكيات (التصورات والإدراك الشاذ)، وعادة ما يتعامل معهم بجرعات منخفضة من مضادات الذهان، مثل thiothixene. ومع ذلك، لا بد من الإشارة إلى أن فعالية الدواء على  المدى الطويل أمر مشكوك فيه.
- مرضي اضطراب فصامي يميلون أكثر تجاه الوسواس القهري في المعتقدات والسلوكيات، فتكون مثبطات استرداد السيروتونين الانتقائية مثل سيرترالين أكثر فعالية.

كما يبدو أن عقار لاموتريجين، مضاد للتشجنات، مفيدة في التعامل مع العزلة الاجتماعية.

### العلاج النفسي
وفقا لتيودور ميون، الاضطراب الفصامي هو واحد من أسهل اضطرابات الشخصية التي يمكن التعرف عليه، ولكنه واحد من الأكثر صعوبة في العلاج بالعلاج النفسي. الأشخاص المصابون باضطراب الشخصية الفصامية عادة ما يعتبرون أنفسهم ببساطة غريبي الأطوار، منتجين، أو غير ممتثلين. وكقاعدة عامة، فإنه يعيق من عسر التكيف الناتج عن عزلتهم الاجتماعية وتشوهاتهم الإدراكية. كما أنه ليس من السهل لإقامة علاقة مع المصابوين بهذا الاضطراب، يرجع ذلك إلى حقيقة أن زيادة الألفة والحميمية عادة تزيد من مستوى القلق وعدم الراحة. كما أنهم في معظم الحالات لا يستجيبون للمزاح والفكاهة.
يُنصح بمجموعات العلاج للأشخاص المصابون باضطراب الشخصية الفصامية، فقط في حال كانت مجموعة العلاج منظمة وداعمة بشكل جيد. وإلا فإنه يمكن أن تؤدي إلى فضفاضة وعرضية التفكير. ويُعتبر الدعم أمر مهم خاصة بالنسبة لمرضى الفصامي الذين يعانون من أعراض مسيطرة لجنون العظمة، لأنه سيكون لديهم الكثير من الصعوبات حتى في المجموعات المنظمة للغاية.

## علم الأوبئة
أشارت دراسات انتشار اضطراب الشخصية الفصامية في المجتمع إلى نسبة تتراوح من 0.6% في عينة نرويجية إلى 4.6% في عينة أمريكية. ووجد دراسة أمريكية كبيرة أن معدل استمرار المرض لمدى الحياة في الـ 3.9% إلى حد ما أعلى المعدلات بين الرجال (4.2%) عن النساء (3.7%). 
جنبا إلى جنب مع غيره من اضطرابات المجموعة أ، فإن اضطراب الشخصية الفصامية شائع جدا بين الأشخاص  بلا مأوى.
 قرنت دراسة قامت بها جامعة كولورادو اضطرابات الشخصية وأنواع مؤشر مايرن بيرغز للنوع، ووجدت أن هذا الاضطراب قد ارتباط كبير مع تفضيلات انطوائية، وبديهية، وفكرية، وإدراكية.

## وصلات خارجية
- مجموعة روابط للمصادر حول اضطراب الشخصية الفصامية (بالإنجليزية)
- محاضرة مصورة من إلقاء الأستاذ روبرت سابولسكي في جامعة ستانفورد حول الشخصية الفصامية و «التفكير السحري الأعلى» (بالإنجليزية)
- موسوعة الاضطرابات العقلية: اضطراب الشخصية الفصامية (بالإنجليزية)